# Trajetória

Trajetória é o percurso realizado por um determinado corpo no espaço, com base em um sistema de coordenadas predefinido.
Esse percurso é dado na forma de uma função que pode ser escrita na forma paramétrica, com uma função diferente para cada coordenada em função de um parâmetro, que geralmente é o tempo, e pode ser escrita como uma função implícita das coordenadas. A trajetória pode ser dada também por dados experimentais, que no caso substituiriam a função e através dos quais pode ser possível chegar a uma aproximação da função.
A trajetória pode variar para cada observador, visto que para cada referencial o sistema de coordenadas e a velocidade podem ser diferentes. 
Um exemplo é a queda de um objeto em um trem em movimento com velocidade constante. Para o observador no trem, que soltou o objeto, este cairá em uma linha reta, mas para o observador do lado de fora do trem e parado, ou com velocidade constante em relação ao trêm o objeto cairá e continuará se movendo com a velocidade do trem, o que seria visto como uma trajetória parabólica.

## Trajetória
Existem infinitos tipos de trajetórias que um objeto pode percorrer, as mais estudadas são: 
- Trajetória Retilínea
- Trajetória Curvilínea Circular
- Trajetória Curvilínea Elíptica
- Trajetória Curvilínea Parabólica

### Trajetória retilínea
Uma trajetória retilínea se dá (para sistemas inerciais) quando o objeto não está sob a ação de forças, ou quando a força resultante tem a mesma direção da velocidade do corpo. O mesmo vale para sistemas não-inercias, mas nestes é necessário levar em consideração as forças inerciais, que são forças fictícias que não estão agindo sobre o corpo, mas que, para o observador, parecem estar presentes.
Exemplos de trajetórias retilíneas são os movimentos uniformes e uniformemente acelerados (explicados na seção Movimentos básicos). Nestes casos a trajetória é dada por:
Forma tradicional:
{\displaystyle y=y_{0}+{\frac {v_{0y}}{v_{0x}}}(x-x_{0})=y_{0}+{\frac {a_{y}}{a_{x}}}(x-x_{0})}
Forma paramétrica:
{\displaystyle \left.{\begin{matrix}x=x_{0}+v_{0x}t+{\frac {a_{x}}{2}}t^{2}\\y=y_{0}+v_{0y}t+{\frac {a_{y}}{2}}t^{2}\end{matrix}}\right\}\rightarrow {\mbox{e para ser uma reta  }}{\frac {y-y_{0}}{x-x_{0}}}=cte}
A forma paramétrica leva à forma tradicional através da condição de que se pegarmos uma variação {\displaystyle \Delta x=x-x_{0}} qualquer em {\displaystyle x}, a variação {\displaystyle \Delta y=y-y_{0}} em {\displaystyle y} vai ser diretamente proporcional (condição para reta). Quando se chega na forma tradicional, vemos que {\displaystyle {\frac {v_{0y}}{v_{0x}}}={\frac {a_{y}}{a_{x}}}=cte} o que mostra que a proporção entre {\displaystyle \Delta x} e {\displaystyle \Delta y} é a mesma que a de suas velocidades iniciais, e que a de suas acelerações (e portanto forças) nas diferentes direções do sistema de coordenadas. Essa conclusão final vale para qualquer movimento retilíneo, mesmo que não seja uniforme ou uniformemente acelerado, mas sua dedução aqui vale apenas para esses.
É importante notar que a trajetória não diz nada sobre como o corpo se move sobre ela, ele pode ir e voltar, pode apenas ir, pode parar, etc.

### Trajetória circular
O objeto assume uma trajetória circular, quando a força resultante que age sobre o objeto agir na direção radial, ou seja, apontar para o centro da trajetória circular e for constante (movimento também explicado na seção Movimentos básicos). Isso vale para referenciais inerciais, mas pode ser generalizado para referenciais não inerciais através da introdução das forças inerciais no problema. Outra componente da força pode existir também além da componente radial, que age na direção tangencial à trajetória, tal força interfere apenas na maneira como o objeto percorre a trajetória, e na força radial necessária para mantê-lo na trajetória.
Forma tradicional:
{\displaystyle r^{2}=(x-x_{0})^{2}+(y-y_{0})^{2}}
Forma paramétrica:
{\displaystyle x=x_{0}+r\cos \theta }
{\displaystyle y=y_{0}+r\sin \theta }

## Movimentos básicos
Movimento Retilíneo Uniforme (MRU):
A posição {\displaystyle X}de um objeto que não possui aceleração, ou seja, que mantenha seu momento linear constante ({\displaystyle {dp/dt}=0}), em função de sua velocidade {\displaystyle V}e do tempo {\displaystyle t}é dada por:
{\displaystyle X=X_{0}+V\cdot t}
Exemplos: Movimento de um carro na estrada; andar de um animal.
Movimento Retilíneo Uniformemente Variado (MRUV):
Se um objeto possui aceleração constante ({\displaystyle dp/dt=cte.}), então temos a seguinte expressão:
{\displaystyle X=X_{0}+V_{0}\cdot t+{a \over 2}\cdot t^{2}}
Exemplos: Um objeto em queda livre; um veículo desacelerando.
Movimento de um projétil (MRU + MRUV):
No caso de um projétil (uma bala de um revólver, um objeto em queda de um avião), se considerarmos um referencial que se mantém imóvel, como por exemplo no solo, podemos resolver a equação de movimento separando a trajetória do objeto nos dois movimentos citados anteriormente: MRU na coordenada horizontal e MRUV na coordenada vertical. Esta análise é aceita para sistemas em que não há forças retardadoras dependentes da velocidade (ex: vento, forças de arrasto) e em que exista uma aceleração constante em apenas uma das coordenadas.
Então temos a posição no eixo horizontal definida como:
{\displaystyle X=X_{0}+V_{0}x\cdot t}
onde:
{\displaystyle X_{0}} = posição inicial na horizontal
{\displaystyle V_{0}x=V_{0}\cdot cosk}
{\displaystyle k} = ângulo em relação ao solo no qual o objeto foi lançado
{\displaystyle V_{0}} = velocidade inicial
E para o eixo vertical temos:
{\displaystyle Y=Y_{0}+V_{0}y\cdot t-{a \over 2}\cdot t^{2}}
onde:
{\displaystyle Y_{0}} = posição inicial na vertical
{\displaystyle V_{0}y=V_{0}\cdot senk}
{\displaystyle k} = ângulo em relação ao solo no qual o objeto foi lançado
{\displaystyle V_{0}} = velocidade inicial
Logo, para resolver o sistema, basta isolar as variáveis em função daquelas cujo valor é conhecido.